# ماکاتی
ماکاتی (به تاگالوگ: Lungsod ng Makati) در کلانشهر مانیل، فیلیپین واقع شده‌است.